# مرسدس-بنز کلاس-جی‌ال‌ئی
مرسدس-بنز کلاس-جی‌ال‌ئی (به انگلیسی: Mercedes-Benz GLE-Class) که قبلاً مرسدس بنز کلاس ام بود، یک خودروی شاسی‌بلند لوکس اندازه متوسط است که توسط خودروساز آلمانی مرسدس-بنز از سال ۱۹۹۹ تولید می‌شود. و مورد توجه مردم اروپا قرار گرفته‌است. از نظر اندازه، بین مرسدس-بنز کلاس-جی‌ال‌سی (براساس مرسدس-بنز کلاس-سی) و مرسدس-بنز کلاس-جی‌ال‌اس قرار دارد و پلت‌فرم آن با جی‌ال‌اس یکسان است.

## تغییر نام از ام به جی‌ال‌ای
این خودرو گرچه از زمان اولین عرضه تحت عنوان ام کلاس گروه‌بندی شده‌است، اما ب‌ام‌و که مدل‌های ب‌ام‌و ام مانند ام۳ را می‌فروشد، با علامت‌گذاری خودرو با علامت ام با سطح موتور سه رقمی پس از آن مخالفت کرد (مثلاً ام ۳۲۰). این امر مرسدس بنز را مجبور کرد که استراتژی بازاریابی دولایه نشان ام‌ال (مثلا ام‌ال ۳۲۰) زیر یک چتر کلاس ام. برخی از سردرگمی‌ها در مورد این نام‌گذاری وجود داشت، با بسیاری از منابع که به اشتباه از این سری به عنوان «کلاس ام‌ال» یاد می‌کردند، از جمله خود مرسدس-بنز.
از سال ۲۰۱۵ و با عرضهٔ مدل فیس‌لیفت شدهٔ نسل سوم دبلیو۱۶۶ در نمایشگاه خودرو نیویورک در ماه آوریل، کلاس ام طبق نام‌گذاری اصلاح شده توسط مرسدس-بنز به کلاس جی‌ال‌ای تغییر نام داد. بر اساس این طرح، شاسی‌بلندها از نام پایه جی‌ال استفاده می‌کنند و به دنبال آن در سلسله مراتب مرسدس-بنز قرار می‌گیرند. جی برای Geländewagen (در آلمانی برای واگن خارج از زمین یا خودروی بیابانگرد) است و به مرسدس-بنز کلاس-جی اشاره دارد. به دنبال آن حرف ال که به عنوان پیوندی با حرف ای عمل می‌کند. جی‌ال‌ای معادل اس‌یووی مرسدس-بنز کلاس-ئی است.

## نسل اول (دبلیو۱۶۳؛ ۱۹۹۷)
مرسدس بنز طرحی را برای جایگزینی کلاس جی ارائه کرد که در آن زمان ۱۱ سال تولید می‌شد. یک توافق مشترک با میتسوبیشی موتورز برای توسعه و تولید یک وسیله نقلیه ورزشی کاربردی در اوایل سال ۱۹۹۱ انجام شد و در ژوئن همان سال به‌طور عمومی تأیید شد. برنامه‌هایی برای پایه‌گذاری آن بر روی پلت‌فرم پاچرو انجام شد که یکی از آنها مرسدس بنز و دیگری میتسوبیشی نشان داده می‌شد. در می ۱۹۹۲، این طرح‌ها به دلیل «مشکلات فنی» کنار گذاشته شد و مرسدس بنز از ژانویه ۱۹۹۳ به توسعه داخلی ادامه داد. در مارس ۱۹۹۳، جستجو برای مکانی برای ساخت یک کارخانه تولیدی ایالات متحده آغاز شد. در سپتامبر ۱۹۹۳، مکانی در ایالت آلاباما انتخاب شد و ساخت و ساز در سال ۱۹۹۴ آغاز شد. در حالی که برنامه‌ریزی‌ها در خارج از کشور انجام می‌شد، توسعه در آلمان ادامه یافت. کار طراحی از اواخر سال ۱۹۹۲ تا ۱۹۹۴ انجام شد.
مرسدس بنز اولین نسل از سری دبلیو۱۶۳ کلاس ام را در ۱۹ فوریه ۱۹۹۷ در ایالات متحده برای مدل سال ۱۹۹۸ عرضه کرد و فروش آن از سپتامبر آغاز شد. این یک اس‌یووی بدنه روی فریم با اندازه متوسط با صندلی‌های پنج نفره یا هفت نفره با یک صندلی ردیف سوم اختیاری است. کلاس ام اولین شاسی‌بلند لوکسی بود که دارای آپشن کنترل پایداری الکترونیکی بود.

## نسل دوم (دبلیو۱۶۴؛ ۲۰۰۵)
در سال ۱۹۹۹، توسعه جانشین دبلیو۱۶۳ با نام رمز "دبلیو۱۶۴" آغاز شد و یک دوره ۶ ساله را دربر گرفت. اولین پیش‌نویس طراحی در سال ۲۰۰۰ با اولین مدل‌های تولیدی در مقیاس ۱:۴ ظاهر شد و در سال ۲۰۰۱، سه نسخه کامل تهیه شد. در اواخر سال ۲۰۰۱، طراحی تولید تحت پیتر فایفر مدل دهید توسط استیو Mattin در سال ۲۰۰۲. انتخاب شد و تأیید شده توسط هیئت اجرایی اختراعات طراحی در ۱۰ ژوئن ۲۰۰۳ در آلمان و در ۲۵ جولای در ایالات متحده ثبت شد. تقریباً کاملاً جدید بود، با ظاهری اسپورت‌تر و آیرودینامیک‌تر - ضریب درگ در مقایسه با نسل قبلی به ۰٫۳۴ کاهش یافت. ام-کلاس در سال ۲۰۰۶ در جوایز بهترین خودروی سال کانادا به عنوان «بهترین خودروی جدید اسپرت» معرفی شد.

## نسل سوم (دبلیو۱۶۶؛ ۲۰۱۱)
مرسدس بنز کلاس ام رتبه اول را در رده «لوکس کراس‌اوور» کسب کرد و بر اساس مطالعه انجام شده توسط شرکت تحقیقاتی و مشاوره خودرو در آمریکا، ایده‌آل‌ترین خودری لوکس برای آمریکایی‌ها نام گرفت.
مرسدس بنز هند در اوایل سال ۲۰۰۹ یک کارخانه تولیدی در چاکان، پونا تأسیس کرد که اولین کلاس دبلیو۱۶۶ ام در اکتبر ۲۰۱۲ در خارج از ایالات متحده ساخته شد.
دبلیو۱۶۶ یکی از آخرین بقایای سرمایه‌گذاری مشترک بین دایملر و کرایسلر بود در حالی که آنها یک شرکت تلفیقی بودند. دایملر کرایسلر پلت‌فرم و فناوری اصلی را توسعه داد و از تحقیق و توسعه قوی و همچنین فروش قوی اس‌یووی‌های کرایسلر در بازار محلی بهره برد. کار پلت‌فرم زیربنایی تا حد زیادی در سال ۲۰۰۶ تکمیل شد؛ زیرا این دو شرکت از هم جدا شدند. کرایسلر از همین پلت‌فرم برای  جیپ گرند چروکی (WK2) و دوج دورانگو استفاده کرد. با این حال، به دلیل جدایی، خودروها از نظر طراحی داخلی و بدنه و همچنین انتخاب موتور بسیار متفاوت هستند. جدای از موتورها، این سه شاسی‌بلند در بسیاری از اجزای پیشرانه از جمله برخی گیربکس‌ها مشترک هستند.
| NHTSA      |           | یورو ان‌سی‌ای‌پی |
| ---------- | --------- | ------------- |
| به‌طور کلی: | 5/5 ستاره | به‌طور کلی:    |
| واژگونی:   | /۱۷٫۹٪    |               |

| دسته‌بندی                                       | رتبه‌بندی |
| ---------------------------------------------- | -------- |
| افست جلویی همپوشانی متوسط                      | خوب      |
| افست جلویی همپوشانی کوچک (نوامبر ۲۰۱۳ تا کنون) | خوب 1    |
| تأثیر جانبی                                    | خوب      |
| استحکام سقف                                    | خوب 2    |

## نسل چهارم (دبلیو۱۶۷؛ ۲۰۱۹)
در زمان عرضه، جی‌ال‌ای در ایالات متحده با دو گزینه موتور فروخته شد. جی‌ال‌ای ۳۵۰ دارای موتور ۲ لیتری ۴ سیلندر با ۲۵۵ اسب بخار (۲۵۹ اسب بخار متری؛ ۱۹۰ کیلووات) و جی‌ال‌ای ۴۵۰ دارای یک موتور ۳ لیتری، ۶ خطی، توربوشارژ با ۳۶۲ اسب بخار (۳۶۷ اسب بخار متری؛ ۲۷۰ کیلووات) و ۳۶۹ پوند-فوت (۵۰۰ نیوتن متر) گشتاور. جی‌ال‌ای ۴۵۰ دارای یک سیستم الکتریکی ۴۸ ولت با یک موتور استارت یکپارچه است. جی‌ال‌ای ۴۵۰ دارای یک سیستم کنترل فعال بدنه تصفیه شده‌است.

### پلاگین هیبریدی
در بازار اروپا، دو نسخه هیبریدی پلاگین موجود است: جی‌ال‌ای ۳۵۰ای با موتور بنزینی و جی‌ال‌ای ۳۵۰دی‌ای با موتور دیزلی. هر دو از باتری ۳۱٫۲ کیلووات ساعتی استفاده می‌کنند. این خودرو می‌تواند به گزینه شارژ سریع ۶۰ کیلوواتی مجهز شود.

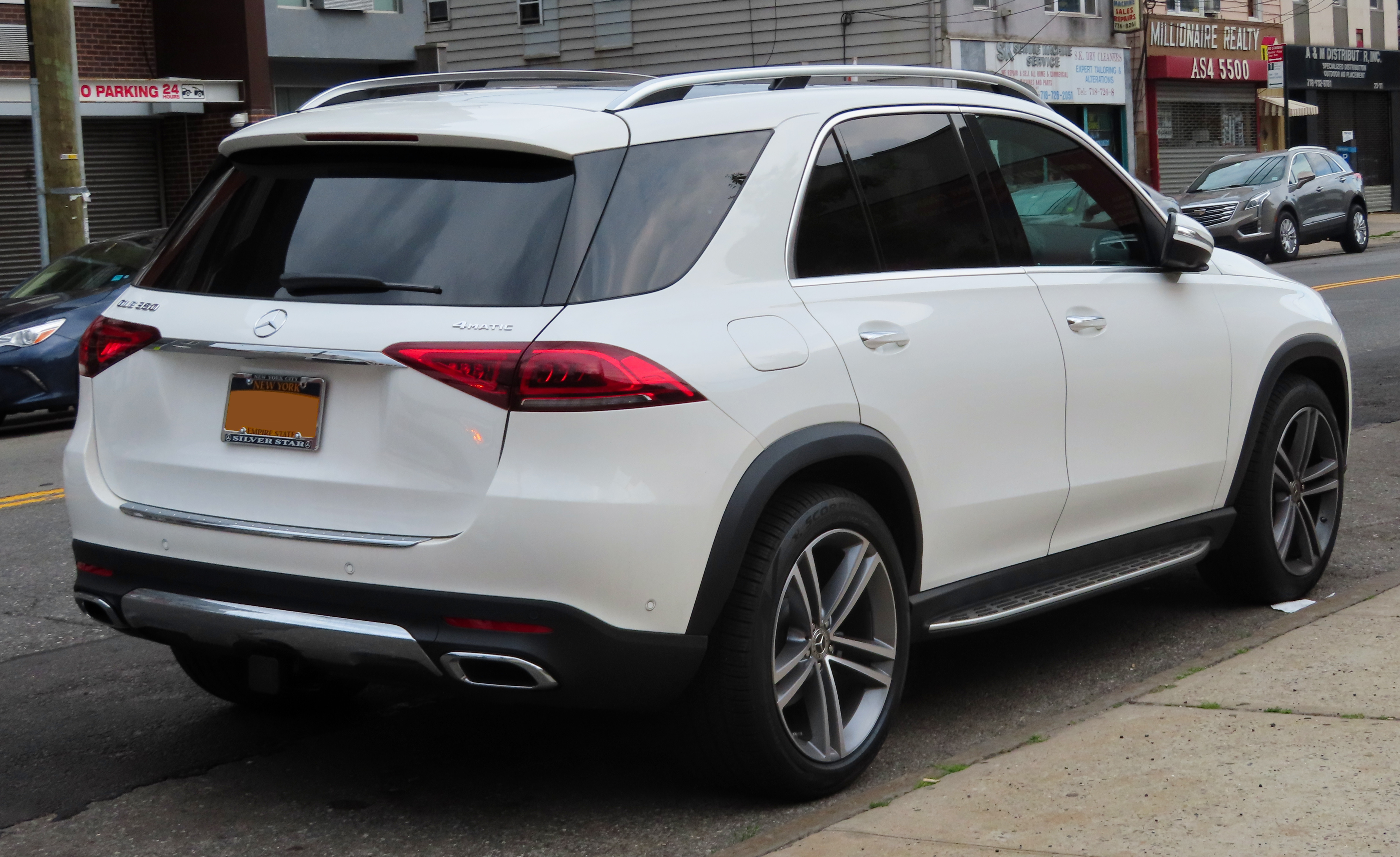
مرسدس بنز جی‌ال‌ای ۳۵۰
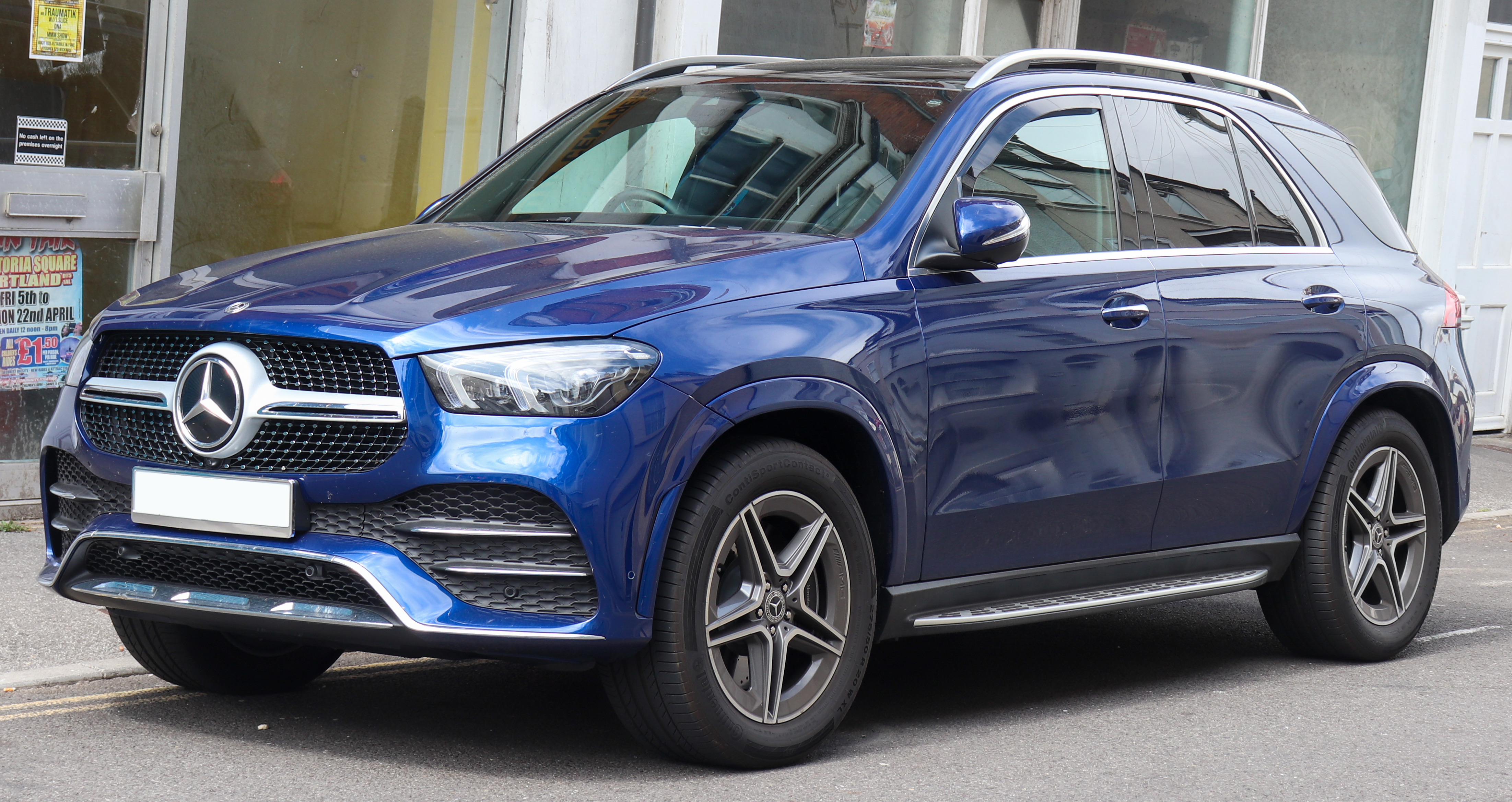
مرسدس بنز جی‌ال‌ای ۴۵۰
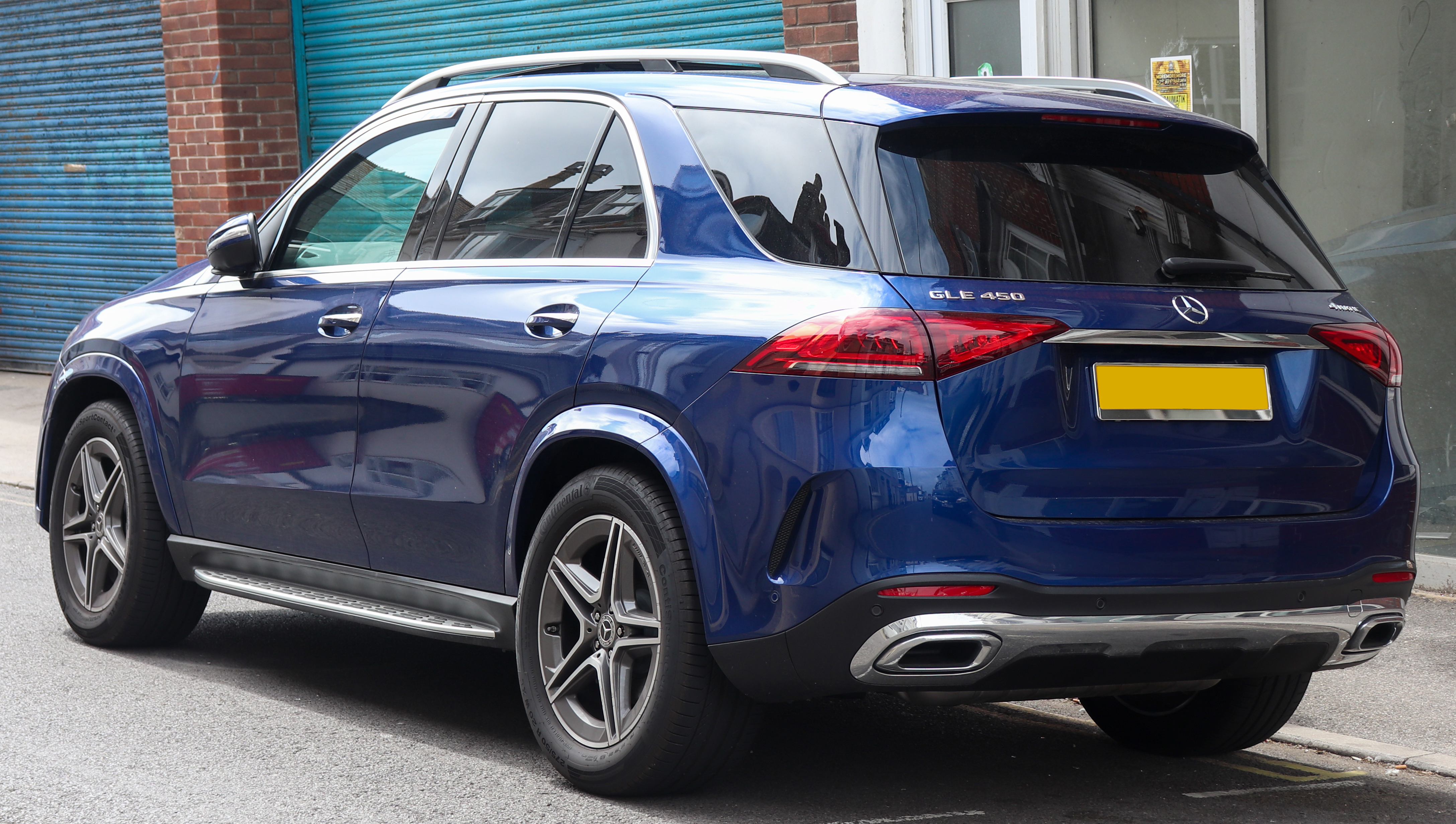
مرسدس بنز جی‌ال‌ای ۴۵۰
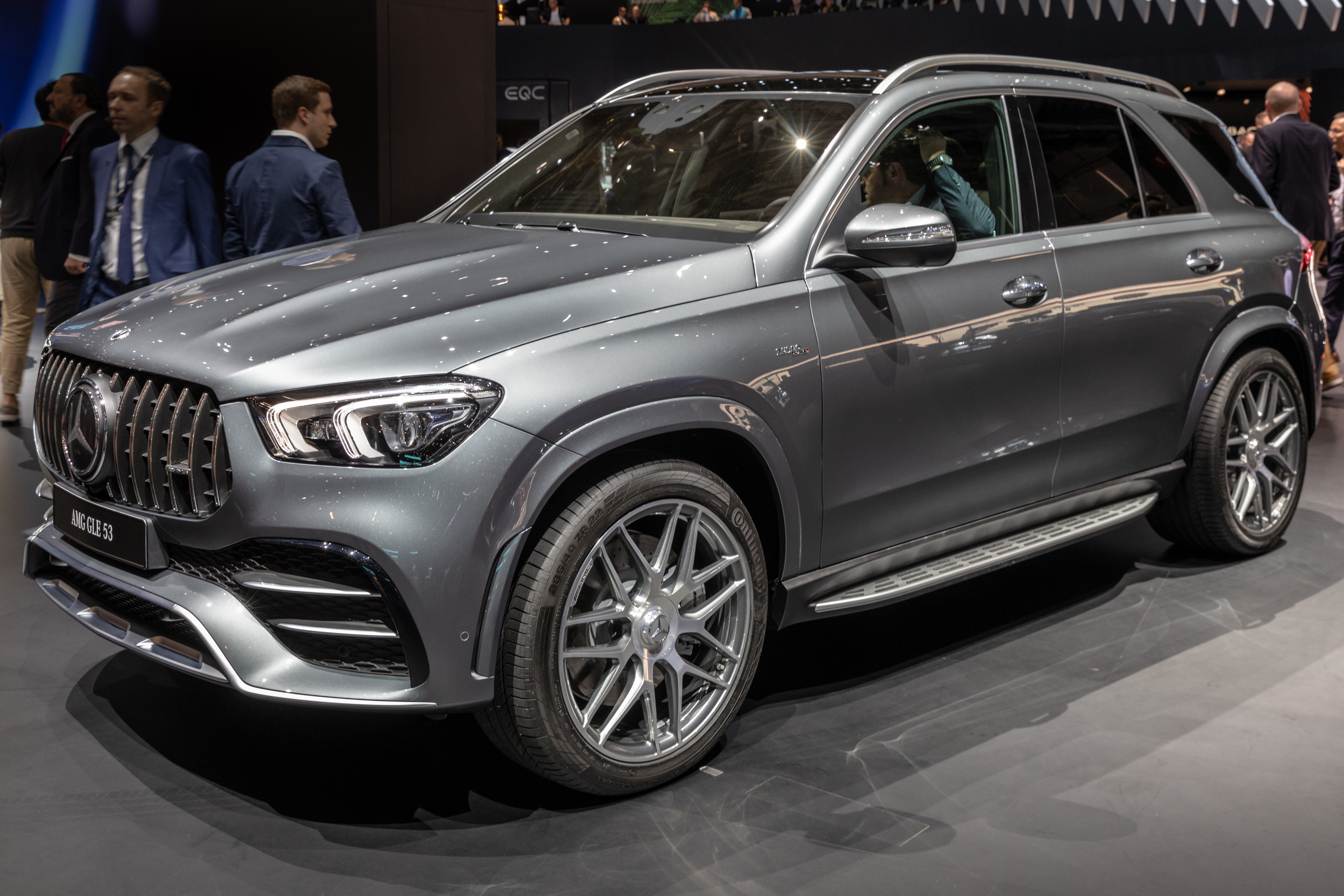
مرسدس ای‌ام‌جی جی‌ال‌ای ۵۳
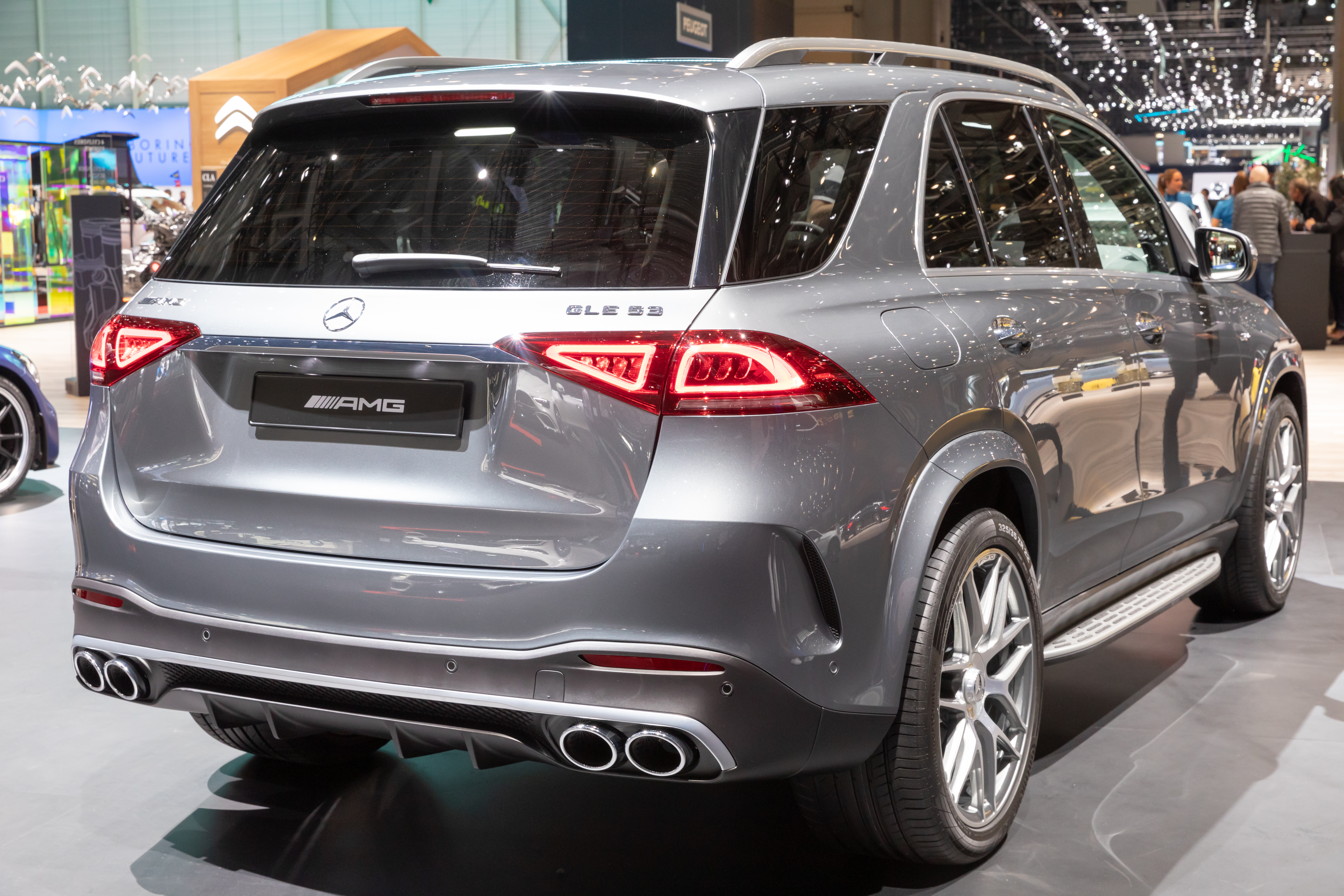
مرسدس ای‌ام‌جی جی‌ال‌ای ۵۳
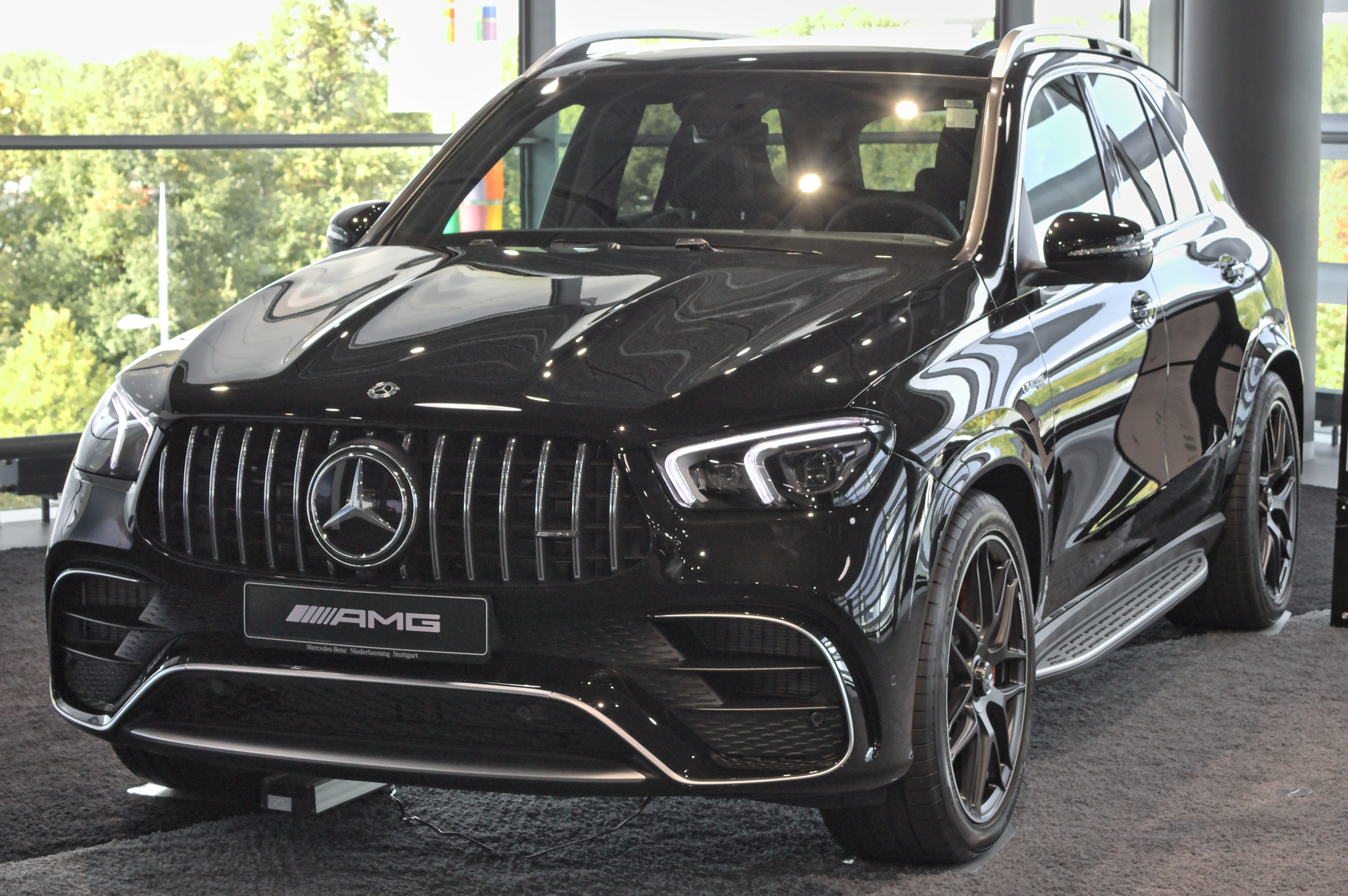
مرسدس ای‌ام‌جی جی‌ال‌ای ۶۳ اس
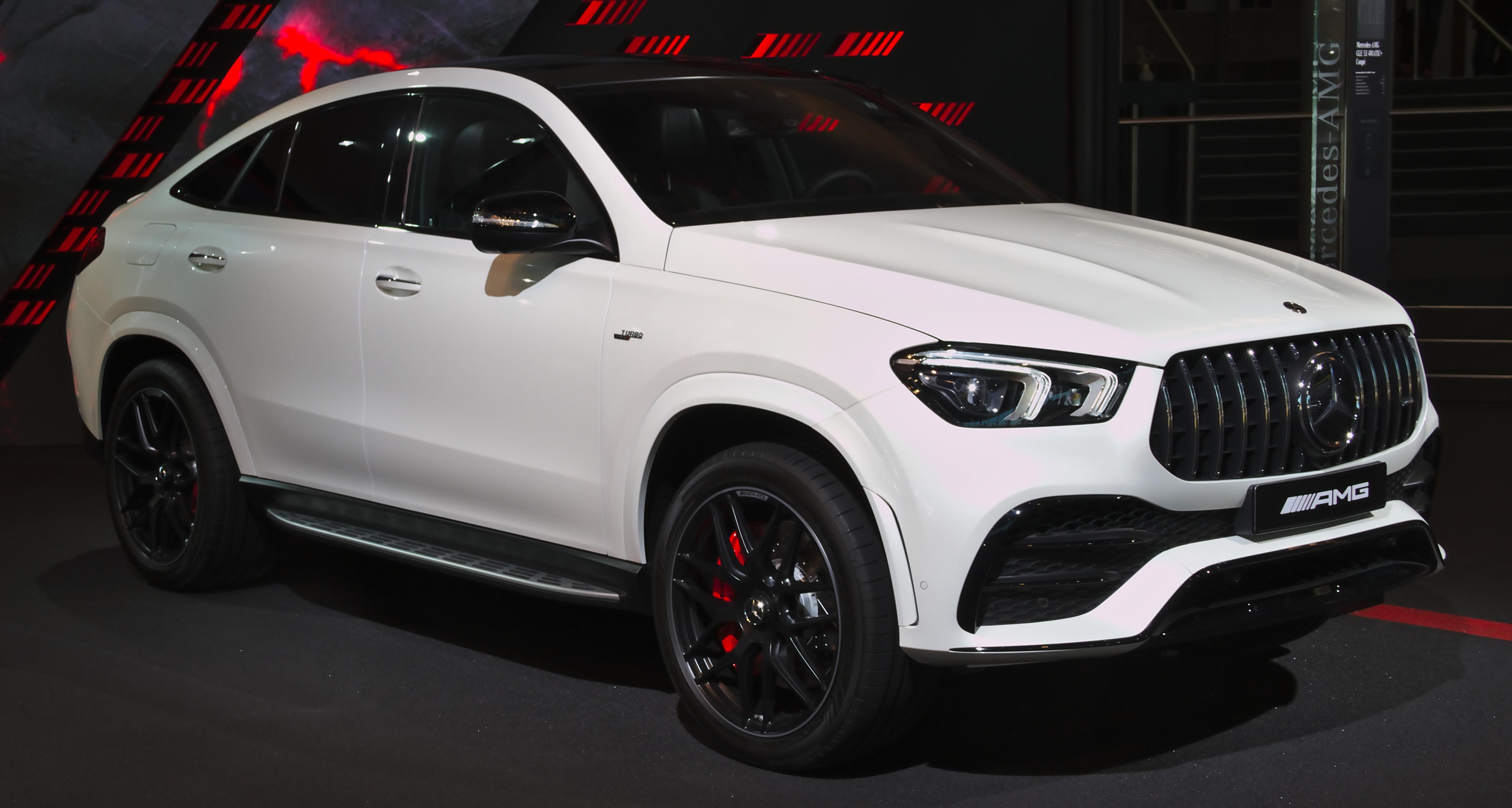
مرسدس ای‌ام‌جی جی‌ال‌ای ۵۳ کوپه
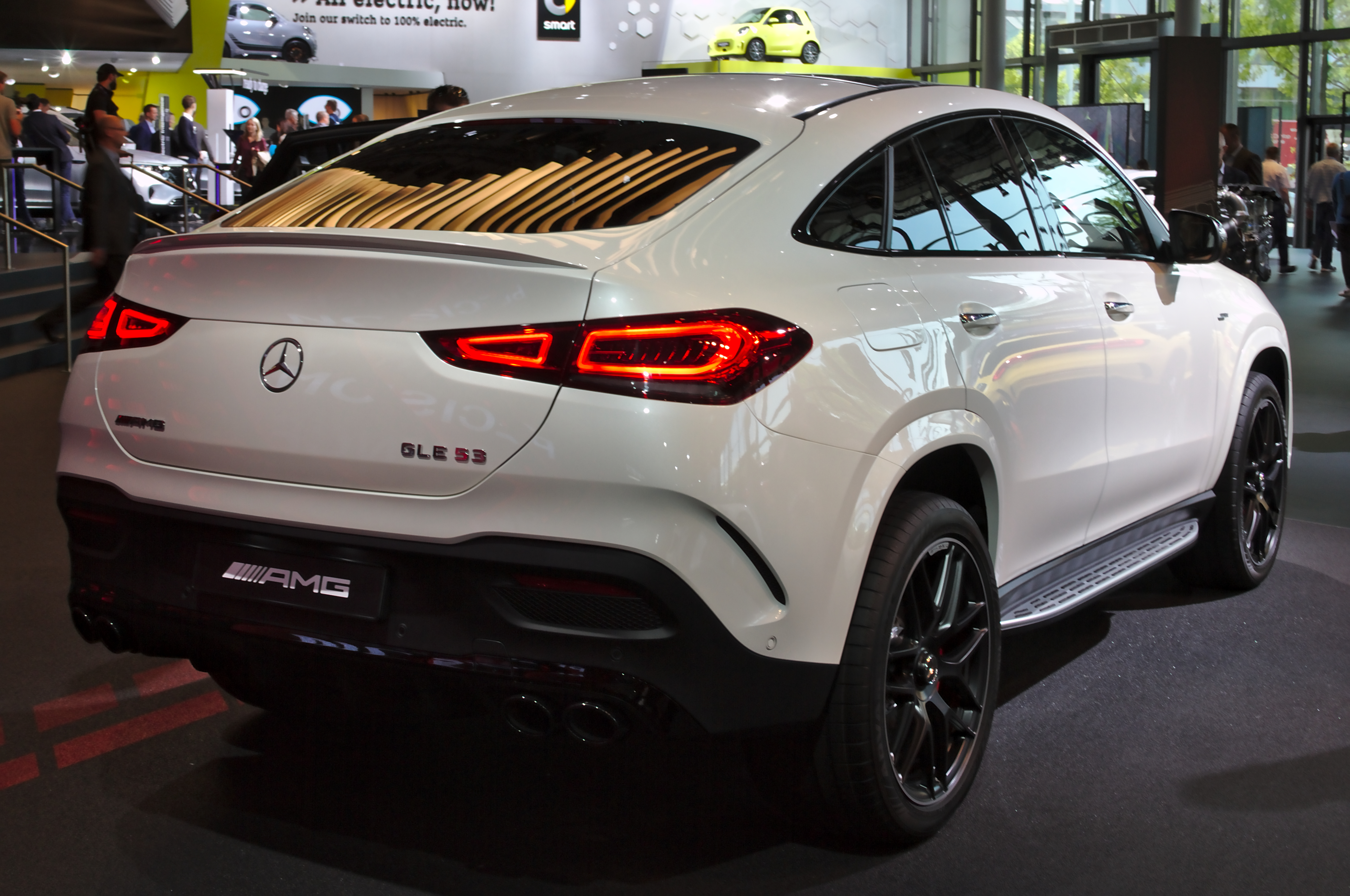
مرسدس ای‌ام‌جی جی‌ال‌ای ۵۳ کوپه

### شاسی‌بلند کلاس جی‌ال‌ای (وی۱۶۷)
LWB GLE از نظر اندازه بسیار شبیه به شاسی بلندهای سه ردیفه کوچکتر مانند آئودی کیو۷، اینفینیتی کیوایکس۶۰ و آکیورا ام‌دی‌ایکس است. با این حال، برخلاف آن خودروها، LWB همچنان به عنوان یک اس‌یووی پیش‌فرض ۲ ردیفه طراحی شده‌است و بیشتر (۶۹ میلی‌متر) طول اضافی در ردیف دوم مورد استفاده قرار می‌گیرد. به این ترتیب، بازار اولیه LWB بیشتر مدیران اجرایی است تا خانواده‌ها، و یک رقیب نزدیک رنج روور است. پیشرانه‌های موجود شامل موتورهای ۲٫۰ لیتری توربودیزل (300d)، ۳٫۰ لیتری توربودیزل (400d) و ۳٫۰ لیتری بنزینی (۴۵۰) می‌باشند که همگی همان قدرت را در مدل‌های SWB دارند.

## تولید و فروش
| سال تقویمی | ایالات متحده | مکزیک |
| ---------- | ------------ | ----- |
| ۲۰۰۱       | ۴۵٬۶۵۵       |       |
| ۲۰۰۲       | ۳۹۶۷۹        |       |
| ۲۰۰۳       | ۳۰٬۰۱۷       |       |
| ۲۰۰۴       | ۲۵۶۸۱        |       |
| ۲۰۰۵       | ۳۴٬۹۵۹       |       |
| ۲۰۰۶       | ۳۱۶۳۲        |       |
| ۲۰۰۷       | ۳۳٬۸۷۹       |       |
| ۲۰۰۸       | ۳۴٬۳۲۰       |       |
| ۲۰۰۹       | ۲۵۷۹۹        |       |
| ۲۰۱۰       | ۲۹۶۹۸ (۷۶۶)  |       |
| ۲۰۱۱       | ۳۵٬۸۳۵       | ۳۱۰   |
| ۲۰۱۲       | ۳۸٬۱۰۱       | ۸۴۵   |
| ۲۰۱۳       | ۴۱٬۳۲۶       | ۷۸۳   |
| ۲۰۱۴       | ۴۶۷۲۶        | ۸۱۳   |
| ۲۰۱۵       | ۵۳٬۲۱۷       | ۱۰۰۲  |
| ۲۰۱۶       | ۵۱٬۷۹۱       | ۱۷۹۷  |
| ۲۰۱۷       | ۵۴٬۵۹۵       | ۲۰۵۰  |
| ۲۰۱۸       | ۴۶۰۱۰        | ۲۲۹۲  |
| ۲۰۱۹       |              | ۲٬۴۱۲ |
| ۲۰۲۰       |              | ۲۶۸۱  |